# Aleksandar Janković (football)
Pour les articles homonymes, voir Aleksandar Janković.
Aleksandar Janković, né le 6 mai 1972 à Belgrade, est un footballeur serbe reconverti entraîneur.

## Biographie
Ancien joueur et entraîneur de l'Étoile rouge de Belgrade, il évolue au Pau FC de 1994 à 1995.
Aleksandar Janković remplace Georges Leekens au poste d'entraîneur du KSC Lokeren en avril 2009, mais il est démis de ses fonctions en octobre de la même année, à la suite d'une série de mauvais résultats du club waaslandien.
Le 21 août 2012, Janković signe un contrat de deux ans en tant qu'entraîneur de l'Étoile rouge de Belgrade.  Malgré une 2e place et une qualification du club serbe pour la Ligue Europa, il est licencié et est  remplacé par Ricardo Sá Pinto.
Le 8 mai 2014, l'entraîneur serbe signe un contrat de deux ans au club de Malines, le KV Mechelen, après le refus de prolongation de son prédécesseur, Franky Vercauteren.
Une belle aventure avec le club malinois, de beaux résultats, qui lui vaut d'être appeler par le Standard de liège venant de limogé son entraineur.
En effet, le 6 septembre 2016 il prend la place de Yannick Ferrera au poste d'entraîneur du Standard de Liège. Ce dernier le remplacera quelques jours plus tard au KV Mechelen.
Le 17 avril 2017, Jankovic est démis de ses fonctions après un bilan d'une seule victoire et 8 partages sur les 15 derniers matchs et la non-qualification pour les PO1. 
Il est de retour le 1er novembre à la tête du club malinois avec la délicate mission de sauver le club. La deuxième aventure est moins belle, Il est de nouveau limogé du club le 24 janvier 2018 à la suite de cinq défaites consécutives.
Le 28 septembre 2018, il devient le nouveau sélectionneur de l'équipe espoir de Chine. Il a signé pour 2 saisons avec option pour une année supplémentaire.